# Capilla del Espíritu Santo (San Luis Potosí)
La Capilla del Espíritu Santo y de Nuestra Señora de la Salud es un edificio católico ubicado en el centro histórico de la ciudad de San Luis Potosí, San Luis Potosí, México. El templo es catalogado como monumento histórico por el Instituto Nacional de Antropología e Historia (INAH) para su preservación.

## Historia
El territorio donde se ubica el templo fue donado por Miguel Estanislao Farfán, un sacristán de la parroquia de la ciudad. Su construcción fue posible gracias a donaciones, siendo dirigida por Ignacio Contreras. La Orden de Predicadores se asentó en el templo cuando llegó a la ciudad, posteriormente los dominicos se cambiaron al Templo de San Juan de Dios. Su fachada cuenta en su parte superior con una hornacina con una escultura de piedra de la Virgen de la Salud. La fachada fue recubierta con cantera en 1911, perdiendo así el relieve original. La cruz que la remata fue colocada en 1941. Su torre tiene parecido al del Templo de Nuestra Señora del Carmen, siendo ambas construidas en 1743. La torre está decorada con esculturas. En su interior predomina el estilo barroco. Su sacristía cuenta con un cuadro de 1802 por Andrés López llamada La Virgen del Rosario y visión de Santo Domingo de Guzmán y la Virgen de Guadalupe. También hay doce óvalos que representan el martirio de los doce apóstoles.

## Galería

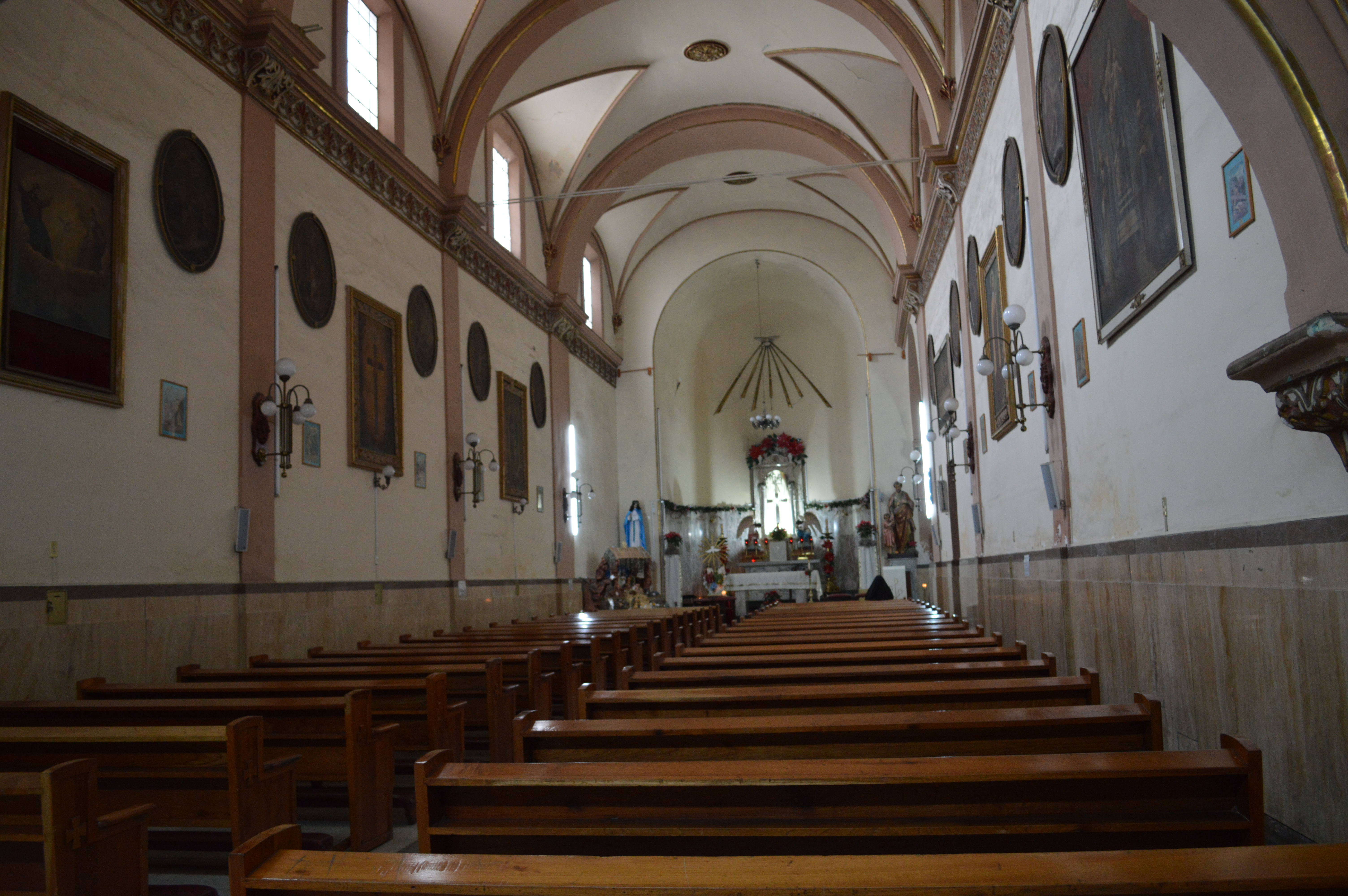
El interior.
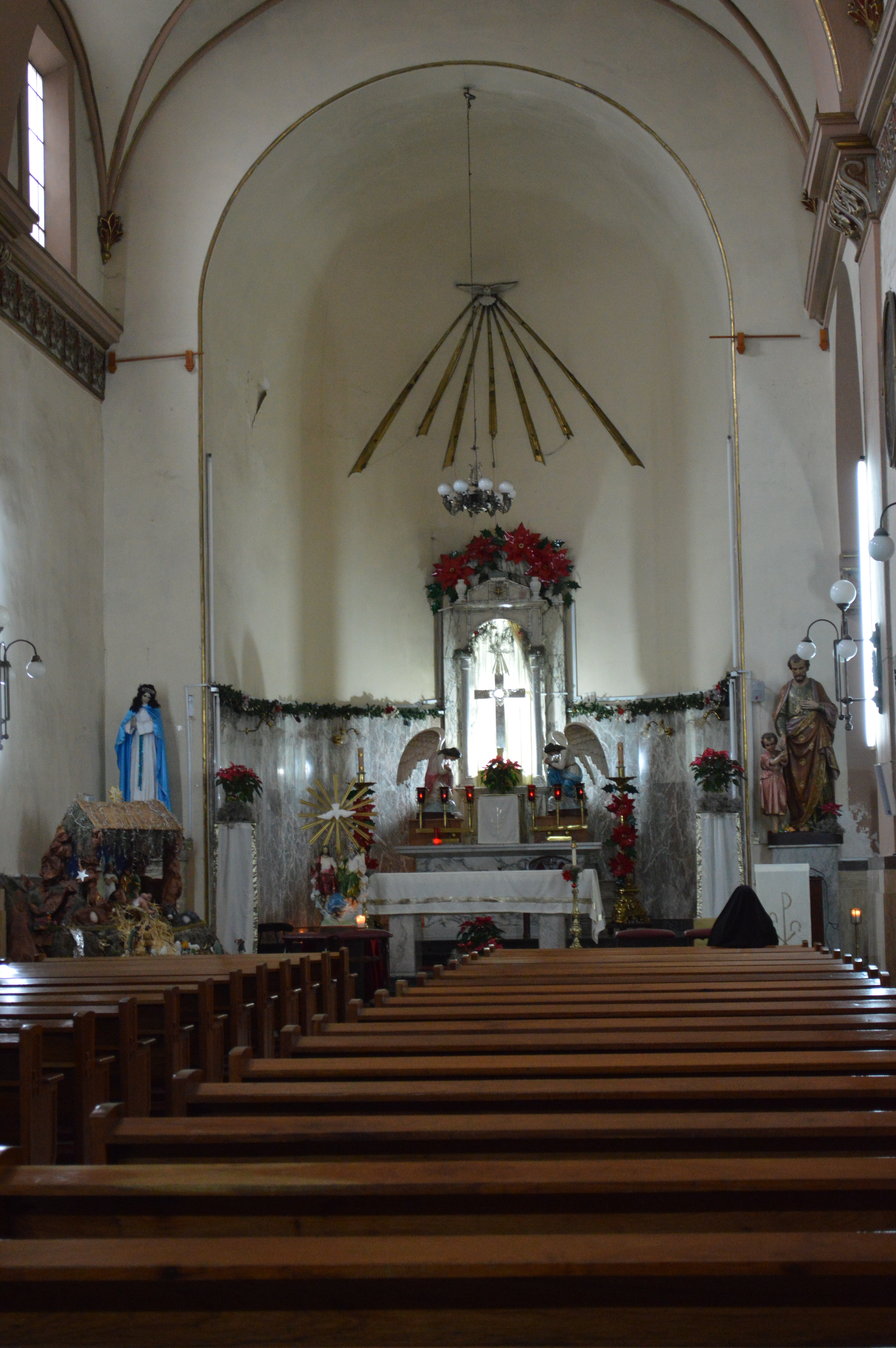
El altar.
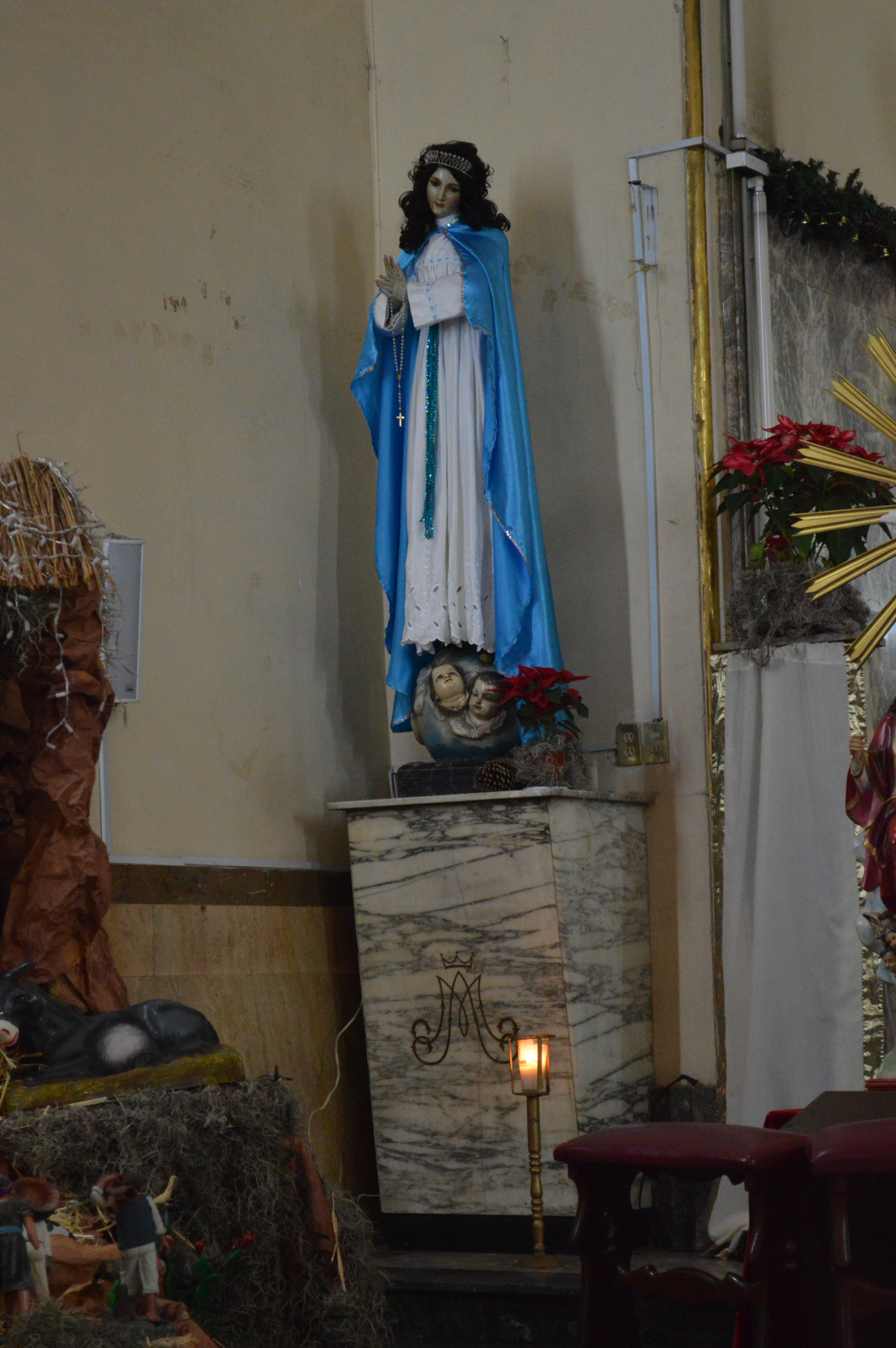
La Virgen María.
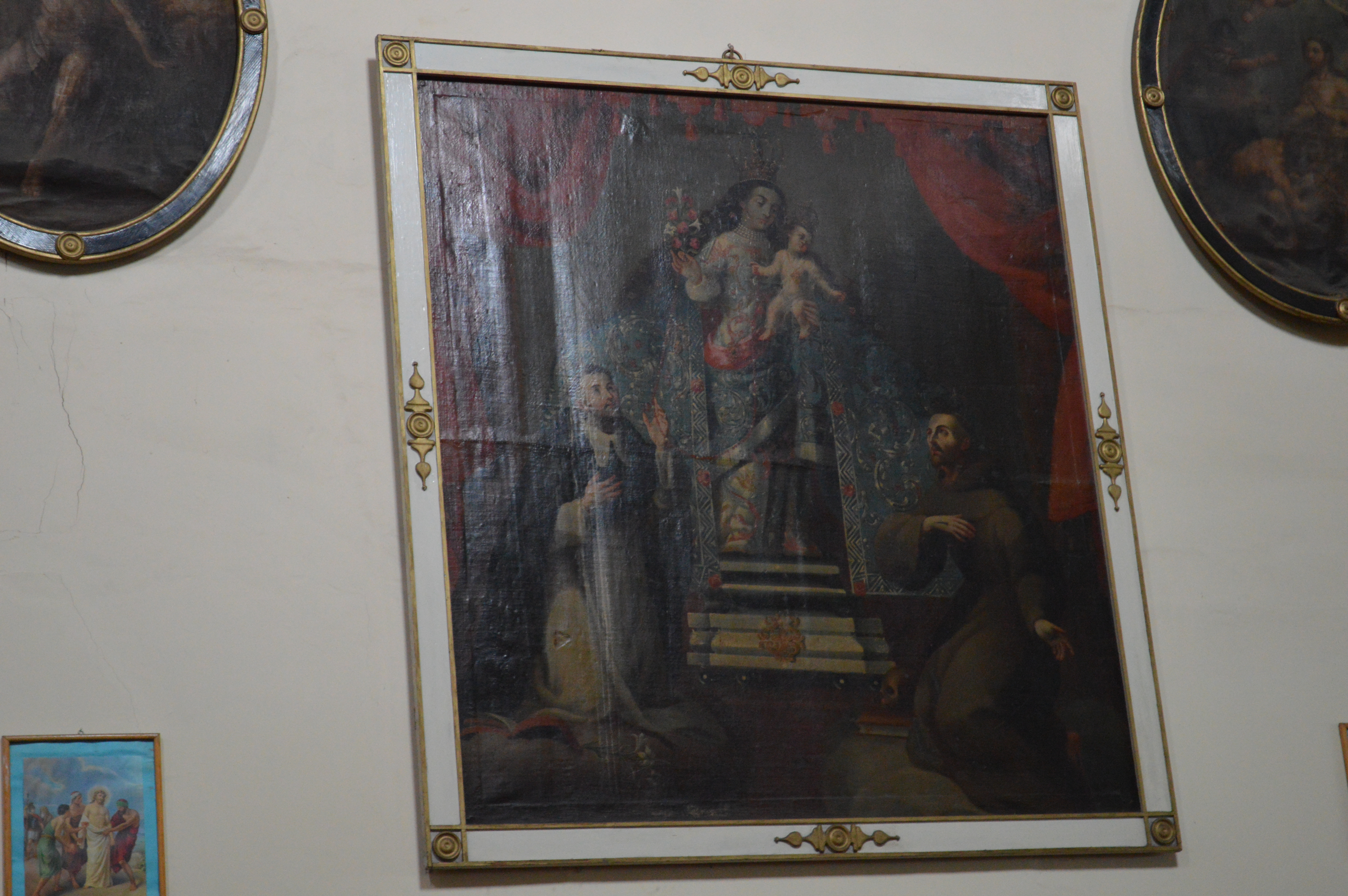
Una pintura.